# Proposition 218
La proposition 218 est une initiative populaire d'amendement constitutionnel de l'État de Californie votée le 5 novembre 1996. La proposition 218 a révolutionné les finances publiques locales et régionales de la Californie. Appelé le Droit de vote sur la Loi sur les impôts la proposition 218 a été parrainée par la Howard Jarvis Contribuables Association. Elle est considérée comme une suite constitutionnelle à l'amendement de la taxe sur la propriété de la proposition 13 approuvée par les électeurs de Californie le 6 juin 1978. La proposition de 218 a été rédigée et défendue par les avocats constitutionnels Jonathan Coupal et Jack Cohen.
La proposition 218 a modifié la Constitution de Californie par l'ajout de l'Article XIII C et de l'Article XIII D. L'Article XIII C renvoie à l'approbation par les électeurs des impôts décidés par les gouvernements locaux. Cela inclut une disposition essentielle donnant  pouvoir aux  électeurs  de réduire ou d'abroger tout impôt, examens, frais ou charges du gouvernement local. L'Article XIII D a trait à l'évaluation et à la réforme de la taxe de propriété  applicables aux collectivités locales. Il implique des exigences pour les évaluations spéciales sur des biens immobiliers, les taxes de propriété et les frais de fournisseurs de service imposées aux gouvernements locaux.